# 동평로 (부산)
동평로는 부산광역시 부산진구 당감동 백양터널어귀삼거리와 양정동 양정 교차로를 잇는 부산광역시의 도로이다. 부산진구 북쪽 지역을 이어주는 역할을 한다. 동평로라는 이름은 이 도로가 지나는 지역의 옛 지명이 '동평현'이기 때문에 여기에서 유래하였다. 부암 교차로를 기준으로 서쪽 구간은 부산광역시도 제3202호선, 동쪽 구간은 부산광역시도 제32호선에 속한다.교차로(연수로
)

## 주요 경유지
부산광역시
- 부산진구 당감동 - 부암동 - 연지동 - 양정동

## 노선
- 연한 파란색(■): 부산광역시도 제3202호선 구간
- 연한 분홍색(■): 부산광역시도 제32호선 구간

| 이름                     | 접속 노선                                                         | 소재지     | 소재지   | 비고                                      |
| ------------------------ | ----------------------------------------------------------------- | ---------- | -------- | ----------------------------------------- |
| 백양터널어귀삼거리       | 부산광역시도 제33호선 (백양관문로)                                | 부산광역시 | 부산진구 | 시점                                      |
| (이름 없음)              | 백양순환로 백양대로136번길                                        | 부산광역시 | 부산진구 |                                           |
| 동평사거리               | 당감서로                                                          | 부산광역시 | 부산진구 |                                           |
| 당감사거리               | 당감로                                                            | 부산광역시 | 부산진구 |                                           |
| (당감시장)               | 백양순환로                                                        | 부산광역시 | 부산진구 |                                           |
| 부암 교차로 (부암고가교) | 부산광역시도 제32호선 (신천대로) 부산광역시도 제3002호선 (새싹로) | 부산광역시 | 부산진구 | 동평로는 당감동 방면으로만 고가 통행 가능 |
| 연지삼거리               | 부산광역시도 제3204호선 (성지로)                                  | 부산광역시 | 부산진구 |                                           |
| (이름 없음)              | 화지로                                                            | 부산광역시 | 부산진구 |                                           |
| 하마정 교차로            | 국도 제7호선 부산광역시도 제71호선 (거제대로)                     | 부산광역시 | 부산진구 |                                           |
| 양정 교차로              | 부산광역시도 제61호선 (중앙대로)                                  | 부산광역시 | 부산진구 |                                           |
| 연수로와 직결            |                                                                   |            |          |                                           |

## 주요 건물 및 시설
- 화지문화회관 (부산광역시 부산진구 동평로 335)
- 양정지구대 (부산광역시 부산진구 동평로 342)